# Aleksandar Vukotić
Aleksandar Vukotić, črnogorski general, * 20. oktober 1920, Nikšić, † 30. julij 1976, Pulj.

## Življenjepis
Leta 1941 je postal član KPJ in NOVJ. Med bojno je bil poveljnik in politični komisar več enot; nazadnje je bil politični komisar 52. divizije.
Po vojni je bil politični komisar divizije, glavni inšpektor v Politični upravi JLA, pomočnik poveljnika za MPV in pravne zadeve korpusa, namestnik načelnika uprave v SSNO,...